# Santa Gadea del Cid
Santa Gadea del Cid è un comune spagnolo di 152 abitanti situato nella comunità autonoma di Castiglia e León.